# Amok Koma
Amok Koma ist ein Musikalbum der Hamburger Punkband Abwärts.
Die LP erschien 1980 bei ZickZack Records. Vertrieben wurde die Debüt-LP von Abwärts über Rip Off Hamburg. Sie gilt als eines der meistverkauften Alben in der Frühphase unabhängig produzierter und vertriebener Musik in der Bundesrepublik Deutschland.

## Musikstil
Musikalisch steht das Album in einer Linie zur früher im selben Jahr veröffentlichten selbstbetitelten Debüt-EP der Musikgruppe, wenngleich es mehr geradlinige typische Punkrock-Stücke als diese enthält. Dennoch setzt die Band in mehreren Stücken punkrock-untypische Instrumente wie Synthesizer, Effektgeräte oder auch Geigen ein, sodass die LP in Teilen sehr experimentell ausfällt. Trotz der vorherrschenden Konfrontation in der Hamburger Musikszene zwischen avantgardistischer „Kunststudentenmusik“ auf der einen und Rock-’n’-Roll-beeinflusstem Straßen-Punkrock auf der anderen Seite besaß Abwärts weitgehende Anerkennung auch innerhalb der Hamburger Punkszene.

## Entstehungsgeschichte
Mit Ausnahme der Live-Version von Japan wurden sämtliche Stücke der LP wie bereits die Debüt-EP im Hafenklang Studio Hamburg eingespielt. Sie wurde weitestgehend von der Band selbst in Zusammenarbeit mit Klaus Maeck aufgenommen und produziert, der via Rip Off zugleich den Vertrieb der LP übernahm. Auch das auf einem Ausschnitt von Stanley Formans Foto Fire Escape Collapse basierende Plattencover erstellte die Gruppe selbst. Fertiggestellt wurden die Aufnahmen im August 1980. Im Oktober des Jahres erschien die LP dann bei ZickZack Platten.
Die Live-Version des Stücks Japan, dessen ursprüngliche Version bereits auf der Debüt-EP veröffentlicht wurde, ist ein Mitschnitt vom ersten Abwärts-Konzert auf dem Festival Geräusche für die 80er am 29. Dezember 1979 in der Markthalle Hamburg.
Bassist der Formation war mittlerweile Marc Chung von der Hamburger Buschband. Gisbert Kellersmann, der wiederum zuvor Gründungsmitglied Joachim „Jocko Ono“ Osiek an dem Instrument abgelöst hatte, war nach der Deutschland-Tour im Mai 1980 ausgestiegen. Dennoch sind sowohl Kellersmann auf den beiden Stücken Softly, softly und Neon Kind als auch Osiek auf der Live-Aufnahme von Japan am Bass zu hören.

## Titelliste
Seite A:
1. Maschinenland – 2:57
2. Karo 1/4 0815 hoch 2 – 0:34
3. Monday on my mind – 2:38 (Interpretation des Stücks Friday on My Mind der Beat-Band Easybeats)
4. Shanghai Stinker – 2:45
5. Bel ami – 2:01 (Interpretation des Schlagers Bel Ami von Hans Fritz Beckmann und Theo Mackeben)
6. Verzählt – 2:58
7. Softly softly – 1:58

Seite B:
1. Unfall – 4:00
2. Mehr – 4:27
3. Türkenblues – 3:52
4. Neon Kind – 3:20
5. Ich bin stumm – 2:16
6. Japan-live – 3:52 (Mitschnitt vom Festival Geräusche für die 80er am 29. Dezember 1979 in der Markthalle Hamburg)
7. („Schlußwort von Horst Herold, Bundeskriminalamt“)

## Veröffentlichungen und Charterfolge
Den Kritiken der LP in der Musikpresse entsprechend fielen auch die Verkaufszahlen hoch aus. Mit 24.000 verkauften Exemplaren wurde die LP die bestverkaufte ZickZack-Produktion und gilt als eine der bestverkauften Independent-Produktionen in Deutschland überhaupt. Die LP wurde vertrieben über Rip Off Hamburg, dem von Klaus Maeck betriebenen Punk-Plattenladen der Hansestadt. Tatsächlich jedoch habe die Band den Vertrieb selbst betrieben, heißt es auf der offiziellen Homepage der Musikgruppe.
Im Jahr 1988 gab es eine CD-Neuauflage in kleiner Stückzahl, seit 2012 ist das Album als Download-Version erhältlich.

## Rezeption
Die LP erhielt in den führenden westdeutschen Musikzeitschriften wie Sounds und Spex gute Kritiken.
Die Musikzeitschrift Rolling Stone listet das Album auf Platz 43 der besten deutschen Alben und auf Platz 460 der besten 500 Alben (Ausgabe 2004).

## Sprachliches
Der Albumtitel AMOK KOMA lässt sich als Buchstabenfolge vorwärts und rückwärts gleich lesen, ist also ein Palindrom.
Der Titel des zweiten Stücks enthält die Zahlenfolge 0815, die als Redewendung gebraucht „etwas ganz Übliches, etwas Standardisiertes“ bedeutet und auf einen Maschinengewehrtyp zurückgeht.